# Oppeano
Oppeano ist eine italienische Gemeinde in der Provinz Verona mit 10.364 Einwohnern (Stand 31. Dezember 2023).

## Geschichte
Das Gebiet der heutigen Gemeinde war bis weit ins Mittelalter von dichten Wäldern bestanden. Ortsnamen wie Cadeglioppi, ein Name der auf Domus Oppiorum zurückgeht, weisen darauf hin, denn mit oppio ist eine Baumart gemeint, die im Weinbau Verwendung fand. Daneben fanden sich dort Eichen, Nussbäume und Ulmen. Die Gegend wird von der Etsch durchflossen, gleichzeitig führte die Bernsteinstraße hindurch.

### Veneter
1918 fand man Überreste von Pfahlbauten, die, wie es im Veneto verbreitet war, durch zwei Laufstege verbunden waren. Sie ließen sich auf etwa 1400 bis 1300 v. Chr. datieren. Spuren von Urnen und Metallgegenständen legten die Existenz von Nekropolen nahe, die sich im Gebiet der Mortara, bei der Ca’del Ferro und del Franchino fanden. Oppeano gilt neben Este und Padua als eines der Zentren der alt-venetischen Kultur. Die Funde sind weit verstreut und befinden sich in Rom, Este, Verona, Legnago, Florenz. In der Stadt am Arno befindet sich der Bronzehelm von Oppeano. Nur wenige Fundobjekte werden in Oppeano ausgestellt. Bis heute führt die Università degli Studi di Verona Bodenuntersuchungen durch. Sie konnten für das Ende der Bronzezeit einen Urbanisierungsprozess feststellen, wobei die frühstädtische Siedlung eine Fläche von 80 ha aufwies. Ähnlich wie Oderzo dürfte die Stadt einen wohlgeordneten Grundriss aufgewiesen haben. Bald erreichten Städte wie Altinum Flächen von 100 ha.

### Von den Langobarden bis zu den Scaligeri
Mit der Eroberung Oberitaliens durch die Langobarden und der Verlegung des Laufes der Etsch zogen die Bewohner zum Castrum Euppedanum (um 589). Im 12. Jahrhundert gehörte der Ort zum Herrschaftsgebiet Veronas. Bereits um 1100 hatte die Trockenlegung der benachbarten Sumpfgebiete begonnen. 1233 besiegte Ezzelino III. da Romano die Truppen der Mantuaner bei Oppeano. Im nächsten Jahr rächte sich Mantua, indem es das Dorf mitsamt der Umgebung niederbrennen ließ.
Unter den Scaligeri galten die Bewohner nicht mehr als cittadini, sondern als Bauern (rustici). Ab 1384 gehörte der Ort zusammen mit Cadeglioppi, Mazzantica, Vallese zum Capitanat von Zevio. Da sich die Scaligeri bei reichen Bürgern verschuldeten, leisteten sie Ausgleich, indem sie ihnen Länder überließen. So kamen die Familien Maffei, Pompei, Fracastorio, Bongiovanni und Mocenigo in den Besitz umfangreicher Ländereien.

### Venedig (1405–1797), Grundherrschaften, Villen
1405 kam Oppeano in venezianischen Besitz. Im Laufe des 15. Jahrhunderts setzten umfangreiche Bonifikationen ein, die die Wälder weitgehend zerstörten und die Sümpfe trockenlegten. Venezianische Adlige besaßen ausgedehnte Grundherrschaften, aus denen sie größtmöglichen Gewinn ziehen wollten. Die Dörfer wurden ganz auf die Bedürfnisse ihrer Zentralorte ausgerichtet. Dabei wurden die Residenzen befestigt, da das Brigantenwesen um sich griff. Von diesen Höfen (corti) bestehen heute noch Corte Giona Carli Trambellarè, Corte Carli alla Mortara, Corte Domenicale Fracastoro in piazza und Corte Domenicale Turco in piazza in Oppeano.
1628 richtete der Ort eine Petition an den Dogen, um zu erreichen, dass einige der Weiden in Ackerland umgewandelt wurden, da die Bevölkerung unter Hunger litt. Zwei Jahre später traf die Pest, die auch Venedig schwer traf, den Ort. Von den 1.863 Einwohnern fielen ihr 741 zum Opfer.
Der Krieg um Kreta, den die Republik Venedig zwischen 1645 und 1669 gegen die Osmanen führte, bewirkte, dass sich die vermögenden Familien in den Adelsstand und in den Großen Rat einkaufen durften. Nur so konnten die enormen Kriegskosten getragen werden. Nun kamen Angehörige dieser Familien ins Veronese, wo sie aufwändige Häuser errichteten, von denen noch einige in Oppeano bestehen.

### Franzosen und Österreicher
1796 lagen französische Truppen bei Vallese, Cadeglioppi und Feniletto; sie beendeten die seit 1405 bestehende venezianische Herrschaft. 1809 beteiligten sich Einwohner Oppeanos an der antifranzösischen Erhebung des Veneto. Auch gegen die Österreicher kam es zu einem Aufstandsversuch, einige Bewohner Oppeanos wurden hingerichtet.

### Italien (seit 1866), Massenauswanderung, Wiederbelebung
Doch auch mit dem Übergang an Italien im Jahr 1866 verbesserten sich die desolaten sozialen Verhältnisse nicht. So wanderten zahlreiche Menschen aus, rund 1,4 Millionen verließen das Veneto. Ein Relikt aus dem späten 19. Jahrhundert und seiner grundherrschaftlichen Verhältnissen bildet die Villa Altichieri im Ortskern.
Die bisher vorherrschenden Kulturen des Maulbeerbaums und des Weins wurden zunehmend von Reis- und Weizenanbau verdrängt. Häufig grassierten Malaria und Pellagra, weil die Bevölkerung unter Vitaminmangel litt. Der Ort hatte knapp 3.000 Einwohner. Die Faschisten versuchten es mit Tabakanbau, doch ohne größeren Erfolg.
Erst mit der Ansiedlung von Kunsthandwerk, Holzverarbeitung, Ziegelbrennereien und einer Strumpffabrik stieg die Zahl der Bewohner in den Nachkriegsjahrzehnten wieder an.
Bekannt wurde Oppeano durch die Benennung einer Piazza nach der italienischen Journalistin und Schriftstellerin Oriana Fallaci. Das Grundstück für den Platz hatte die Gemeinde für 70.000 Euro gekauft und ein bis dahin als Moschee genutztes Gebäude abgerissen.

## Klima
|                       | Jan | Feb | Mär  | Apr  | Mai  | Jun  | Jul  | Aug  | Sep  | Okt  | Nov  | Dez  |   |     |
| Mittl. Tagesmax. (°C) | 6,0 | 9,4 | 13,4 | 17,7 | 23,3 | 27,2 | 29,7 | 28,6 | 24,9 | 18,8 | 11,1 | 5,7  | ⌀ | 18  |
| Mittl. Tagesmin. (°C) | 0,0 | 1,6 | 3,8  | 6,8  | 11,2 | 14,9 | 17,0 | 16,5 | 13,0 | 7,6  | 3,4  | −0,5 | ⌀ | 8   |
|                       |     |     |      |      |      |      |      |      |      |      |      |      |   |     |
| Niederschlag (mm)     | 44  | 40  | 34   | 35   | 42   | 46   | 45   | 61   | 35   | 38   | 40   | 27   | Σ | 487 |
|                       |     |     |      |      |      |      |      |      |      |      |      |      |   |     |
| Regentage (d)         | 6   | 5   | 5    | 5    | 6    | 5    | 4    | 5    | 3    | 4    | 5    | 4    | Σ | 57  |

| 0,0 |

| 1,6 |

| 3,8 |

| 6,8 |

| 11,2 |

| 14,9 |

| 17,0 |

| 16,5 |

| 13,0 |

| 7,6 |

| 3,4 |

| −0,5 |

| 0,0 |

| 1,6 |

| 3,8 |

| 6,8 |

| 11,2 |

| 14,9 |

| 17,0 |

| 16,5 |

| 13,0 |

| 7,6 |

| 3,4 |

| −0,5 |

| N i e d e r s c h l a g | 44  | 40  | 34  | 35  | 42  | 46  | 45  | 61  | 35  | 38  | 40  | 27  |
|                         | Jan | Feb | Mär | Apr | Mai | Jun | Jul | Aug | Sep | Okt | Nov | Dez |